# Mellomfjellet
Mellomfjellet är ett berg i Antarktis. Det ligger i Östantarktis. Norge gör anspråk på området. Toppen på Mellomfjellet är 2 660 meter över havet, eller 273 meter över den omgivande terrängen. Bredden vid basen är 2,0 km.
Terrängen runt Mellomfjellet är huvudsakligen kuperad, men österut är den bergig. Trakten är obefolkad. 